# Afrondingsmal

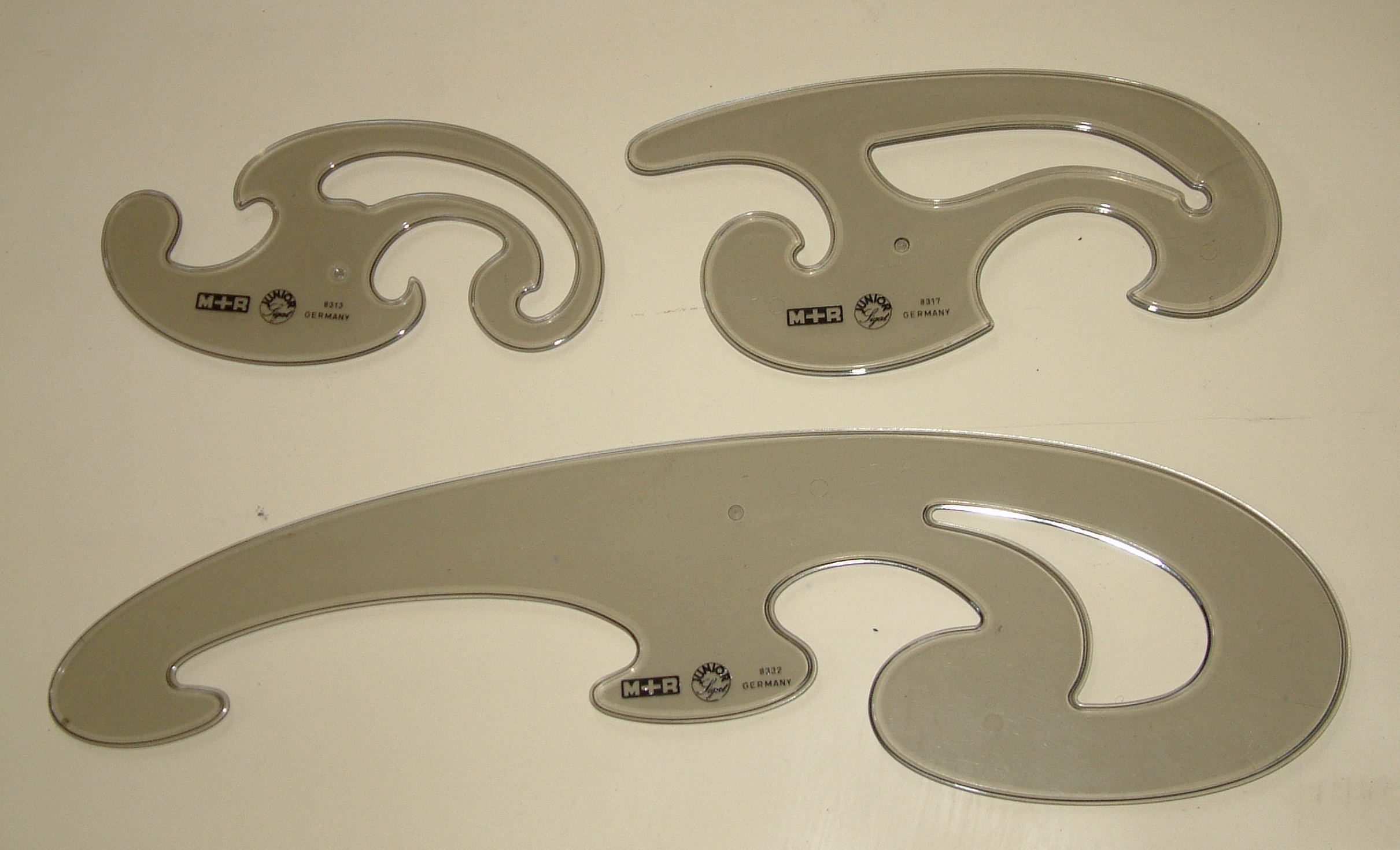
Afrondingsmal of tekenschaats

Een afrondingsmal of tekenschaats, ook wel Burmestermal genoemd (naar Ludwig Burmester), wordt gebruikt om gebogen lijnen te tekenen. De krommingen van de mal zijn meestal delen van hyperbolen, ellipsen of parabolen.
Een technisch tekenaar gebruikt dit gereedschap voor het tekenen van krommen met zowel potlood als inkt. Om te voorkomen dat bij het gebruik van een technische pen de inkt onder de mal kruipt zijn de randen rondom vaak uitgevoerd met een lip.
Sinds eind 20e eeuw is de afrondingsmal verouderd gereedschap wanneer men het heeft over het maken van technische tekeningen. Het technisch tekenen met de hand is vervangen door het maken van tekeningen in computer-aided design.
De mal wordt ook gebruikt bij het patroontekenen voor het tekenen van ronde lijnen bijvoorbeeld bij kragen, boorden, zakken of mouwen.
Voor het tekenen van gebogen lijnen worden ook wel strooklatten gebruikt.